# Phyllocosmus lemaireanus
Phyllocosmus lemaireanus là một loài thực vật có hoa trong họ Ixonanthaceae. Loài này được (De Wild. & T.Durand) T.Durand & H.Durand miêu tả khoa học đầu tiên năm 1909.